# Constantin Mandrîcenco
Constantin Mandrîcenco (în rusă Константин Николаевич Мандриченко, transliterat: Konstantin Nikolaevici Mandrîcenko; n. 19 februarie 1991, Tiraspol, Republica Moldova) este un fotbalist de origine ucraineană din Republica Moldova, care evoluează pe postul de mijlocaș la clubul Dinamo-Auto Tiraspol în Divizia Națională.
Este fiul lui Nicolae Mandrîcenco – antrenor de fotbal și fost fotbalist. Fratele său, Dmitri, la fel este fotbalist profesionist.